# تسلوکتسوف
تسلوکتسوف (لهستانی) زولوچیف (به روسی: Золочів) شهری است در استان لویو که در کشور اوکراین قرار دارد. جمعیت این شهر ۲۳٬۴۸۱ نفر است.

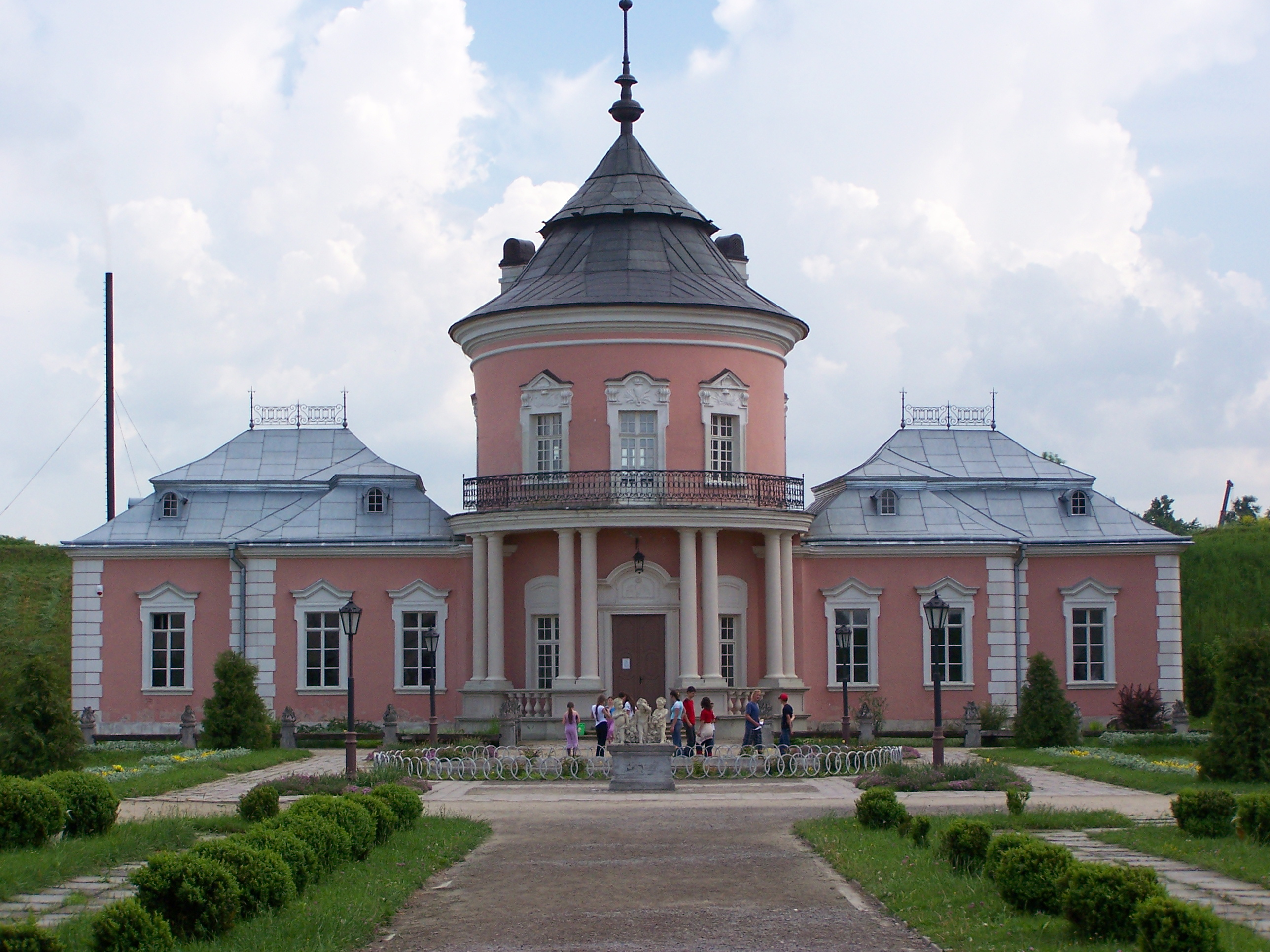

## نگارخانه

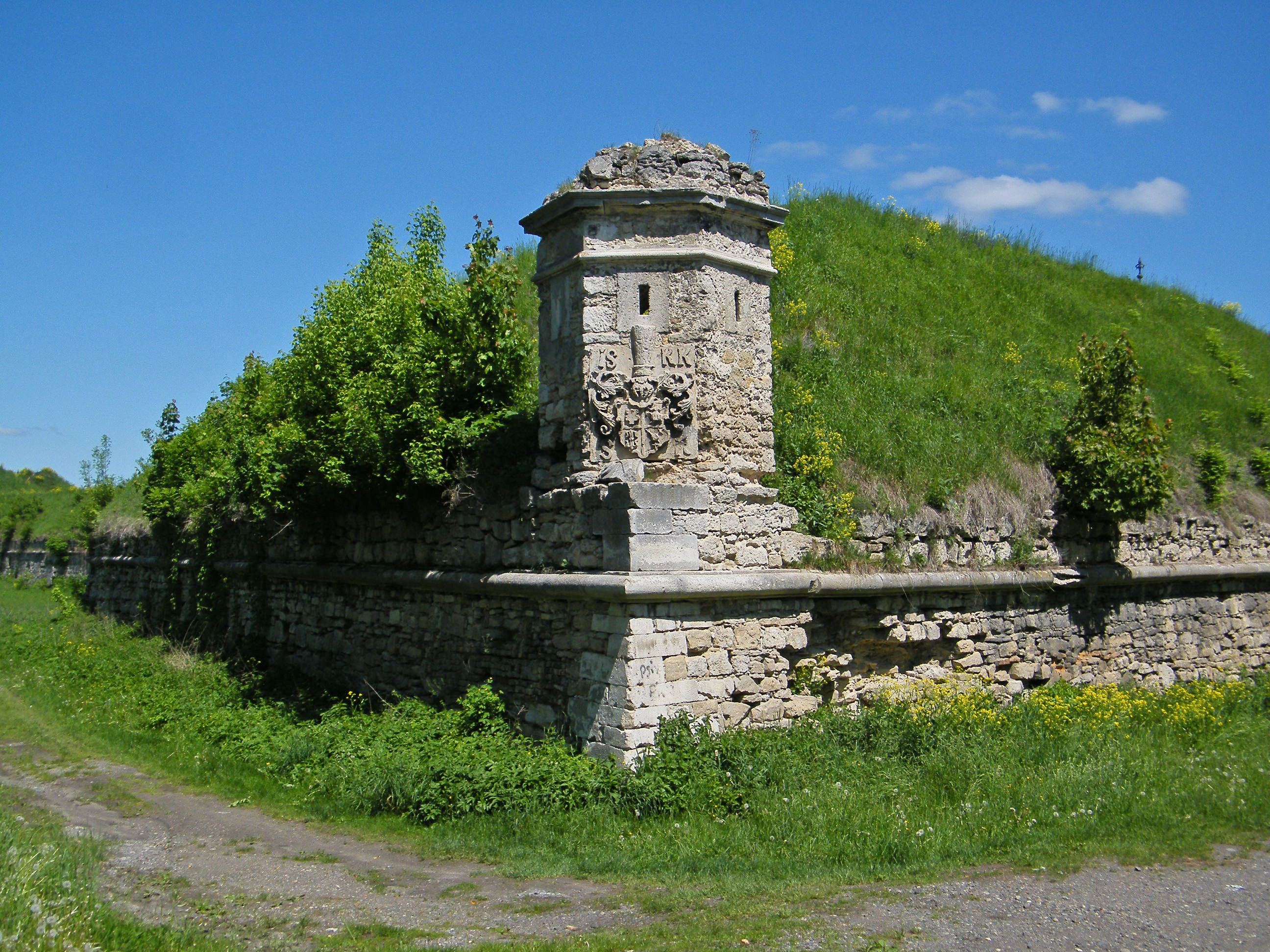
قصر زولوچیف
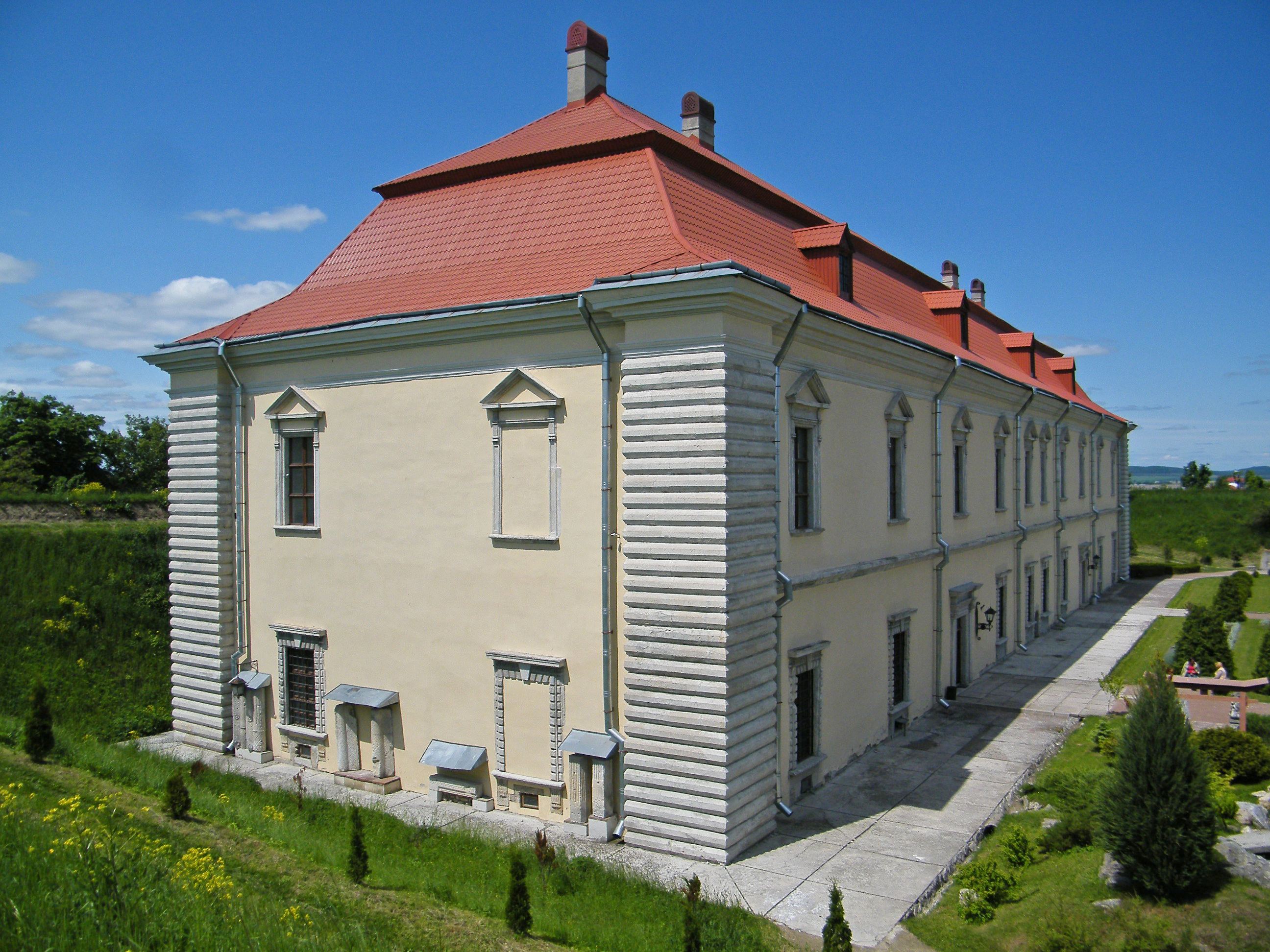
کاخ بزرگ قلعه زولوچیف
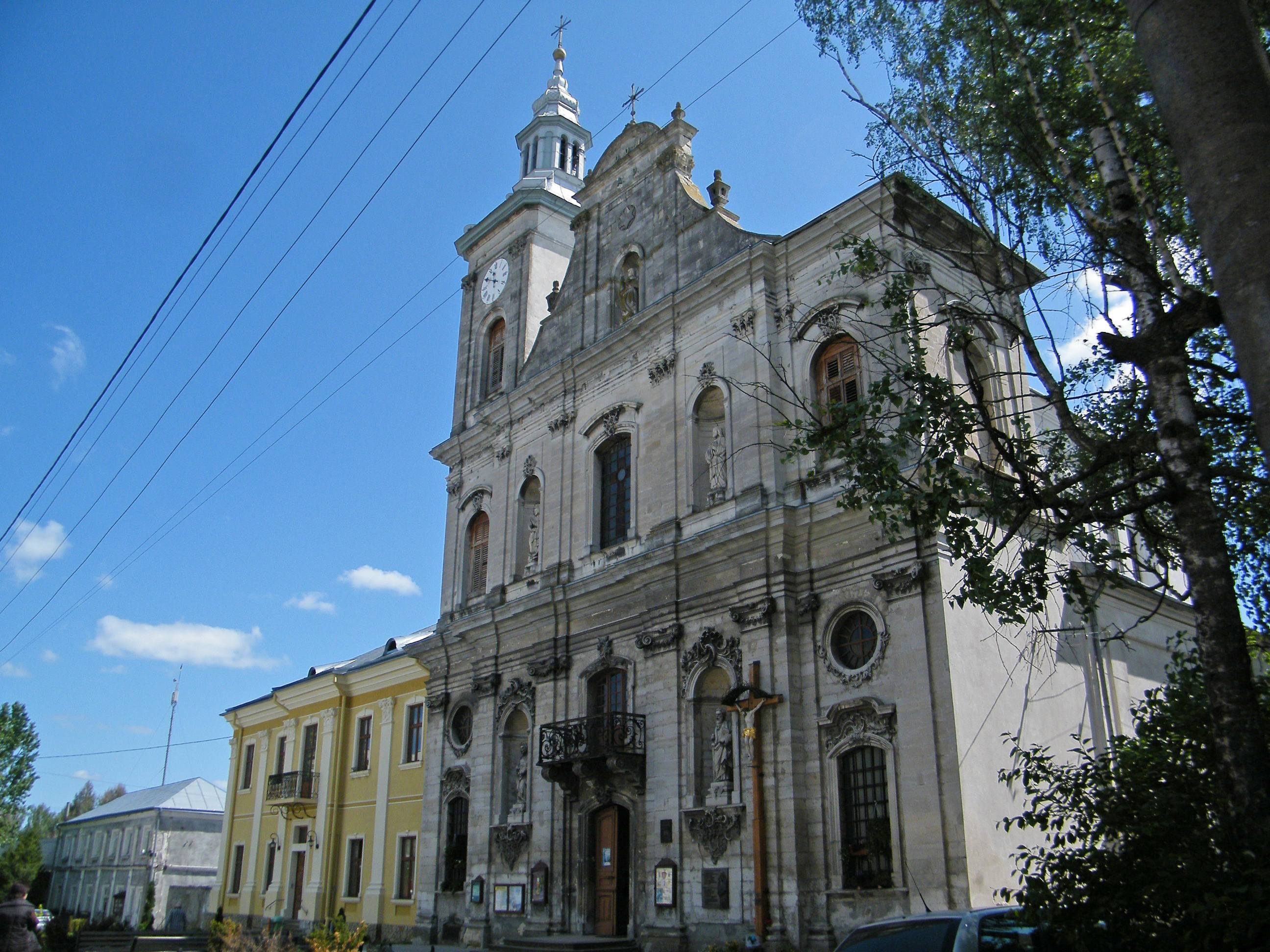
کلیسای فرض
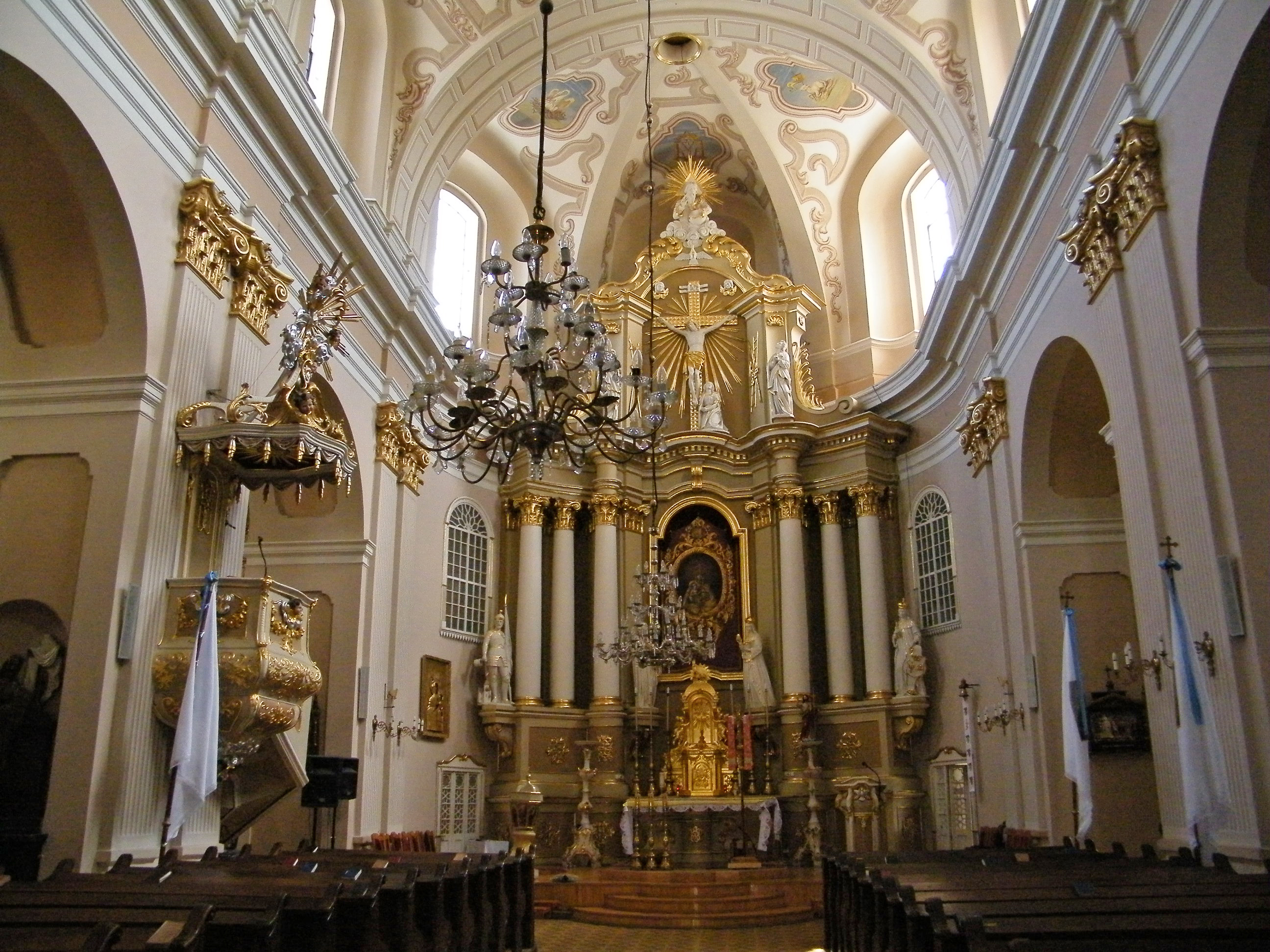
بخش داخلی کلیسای فرض
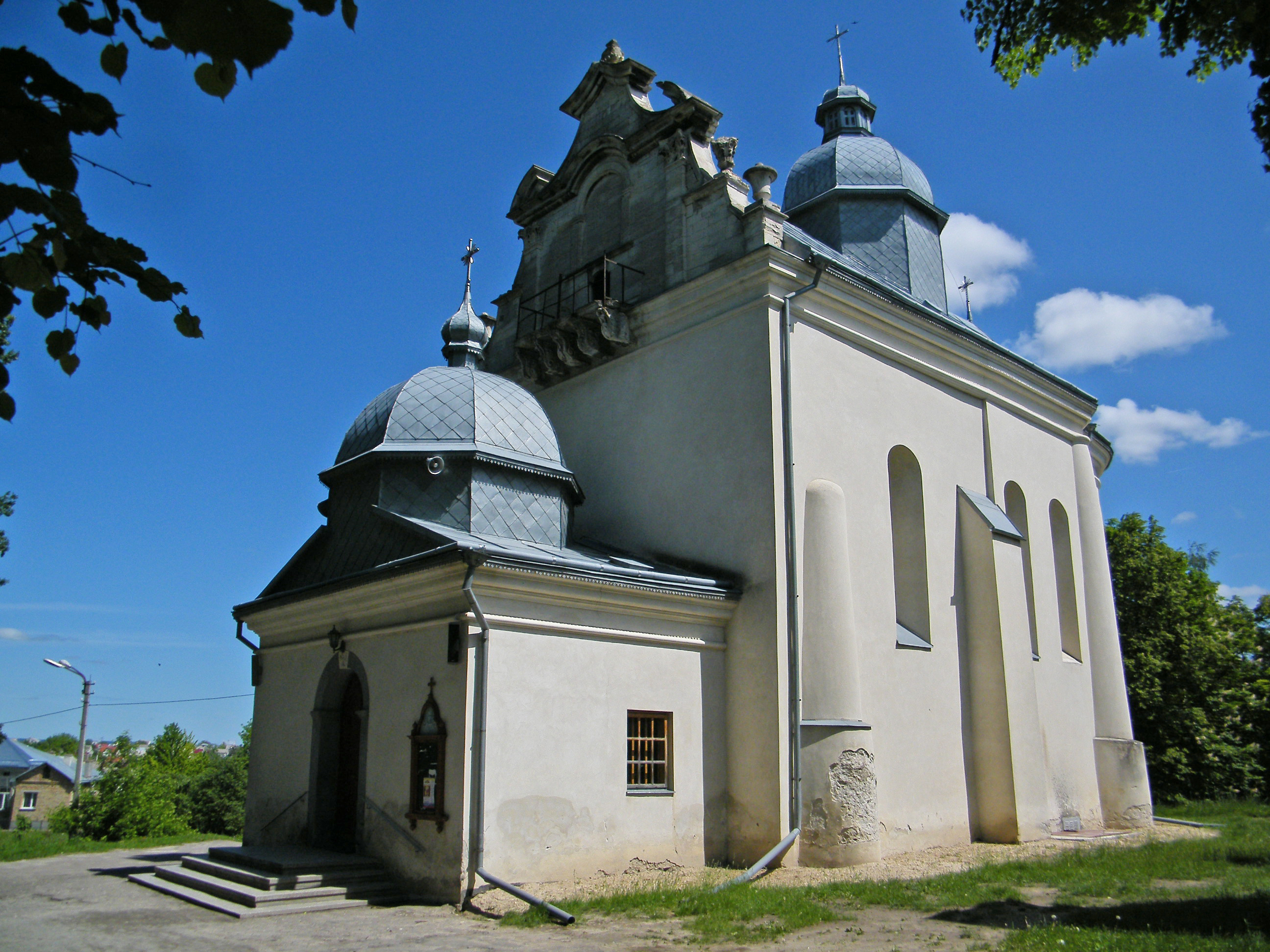
کلیسای سنت نیکولاس
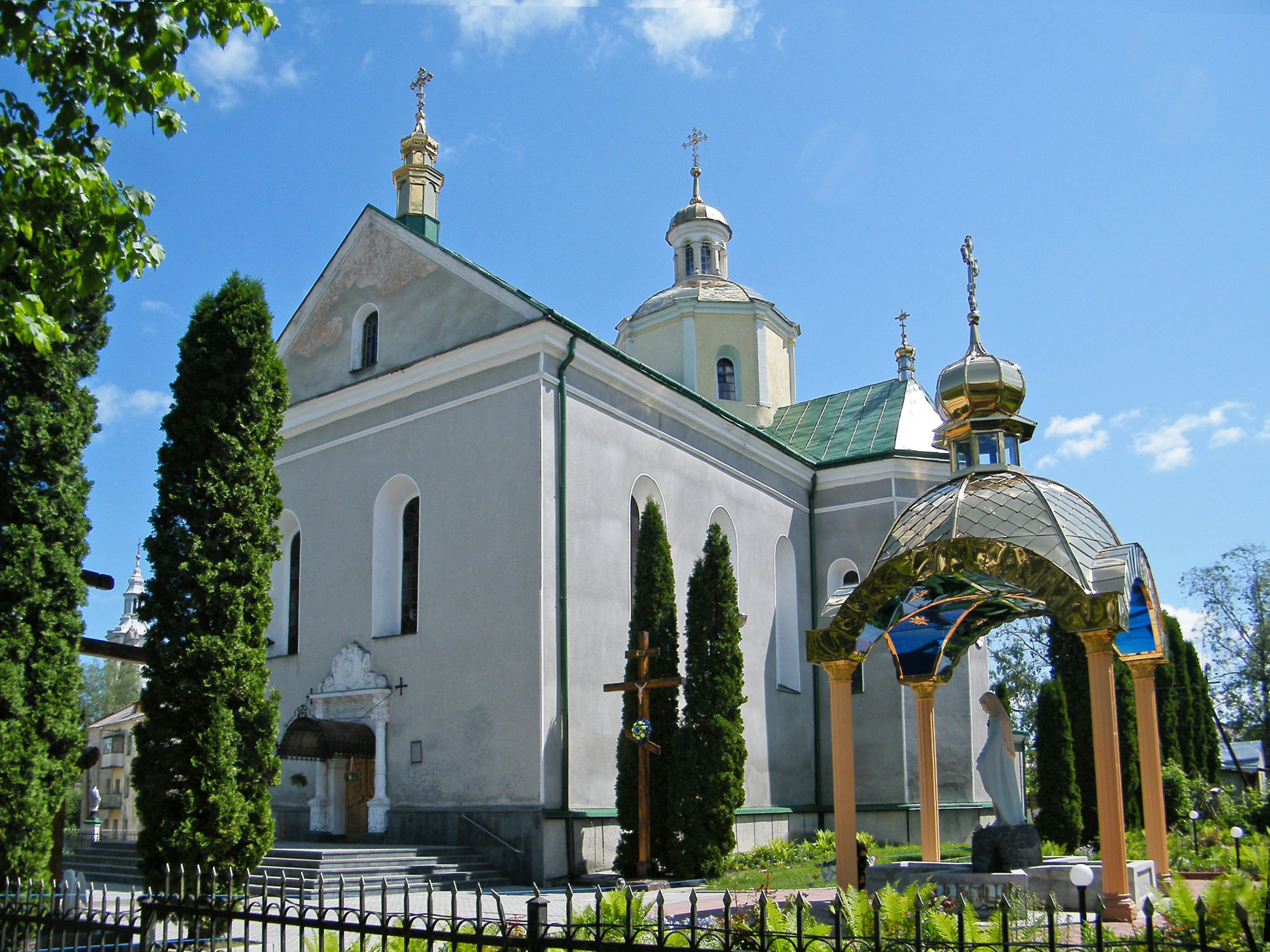
کلیسای رستاخیز
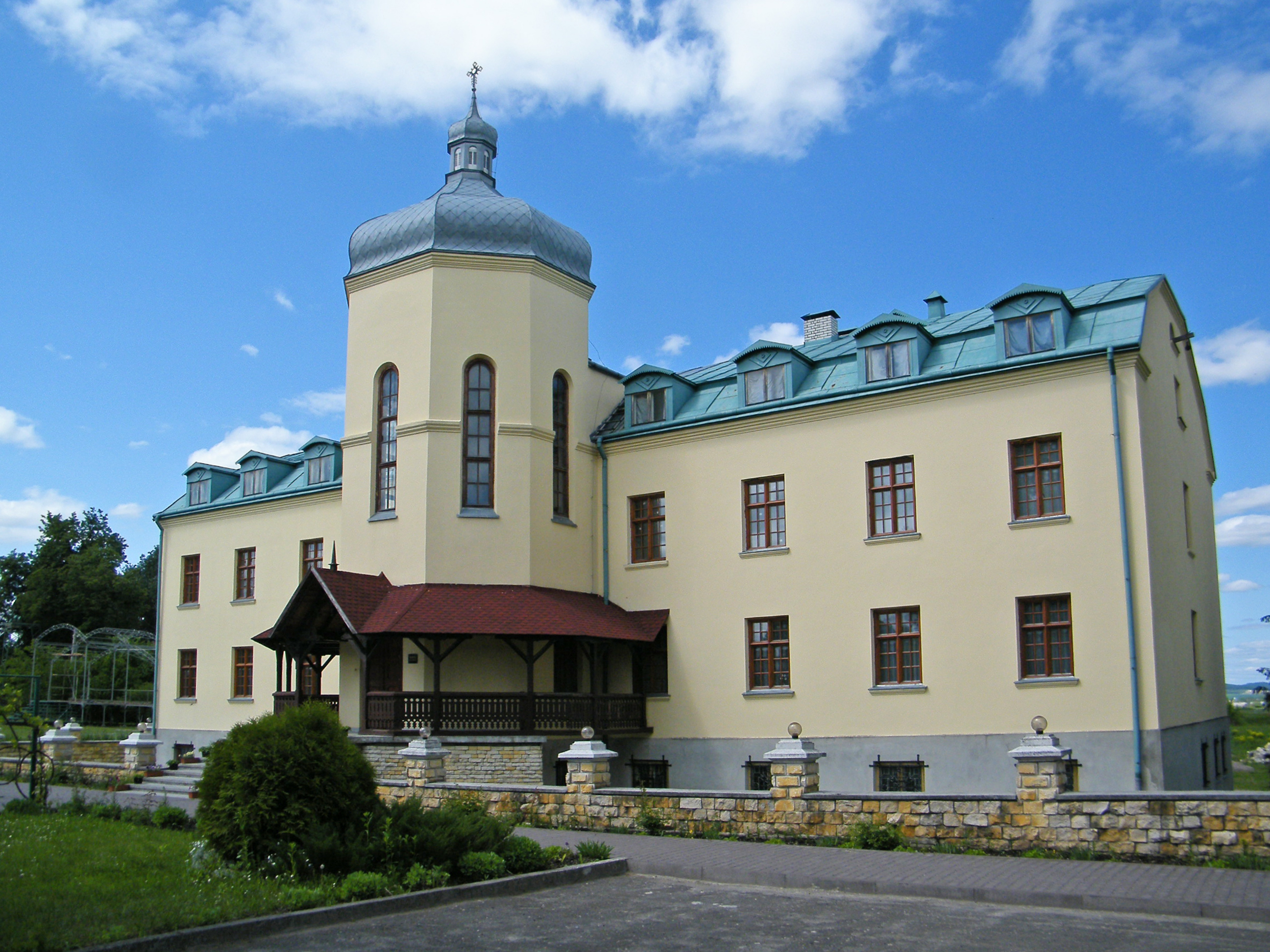
صومعه سفارشی سنت باسیل کبیر
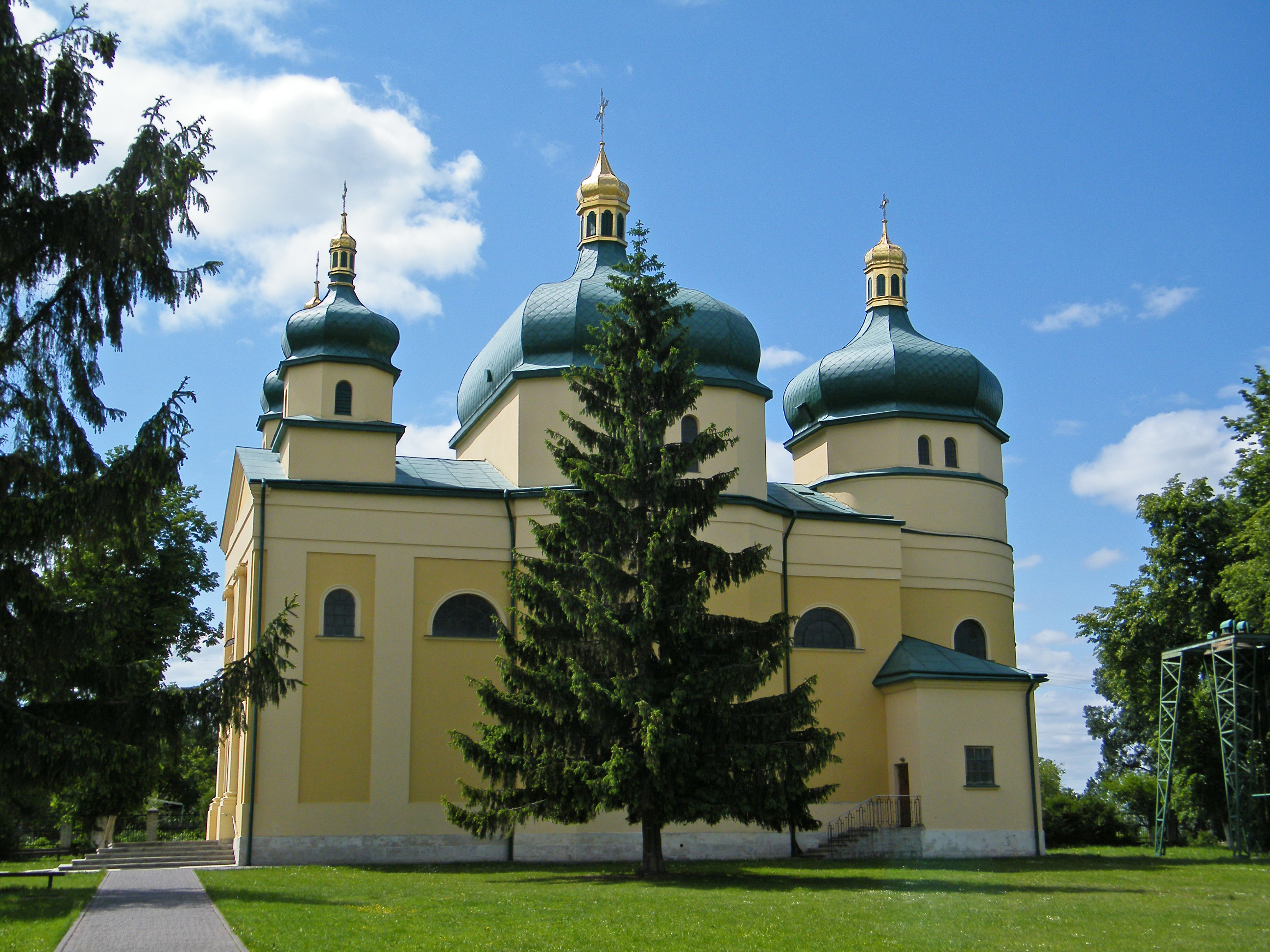
کلیسای معراج
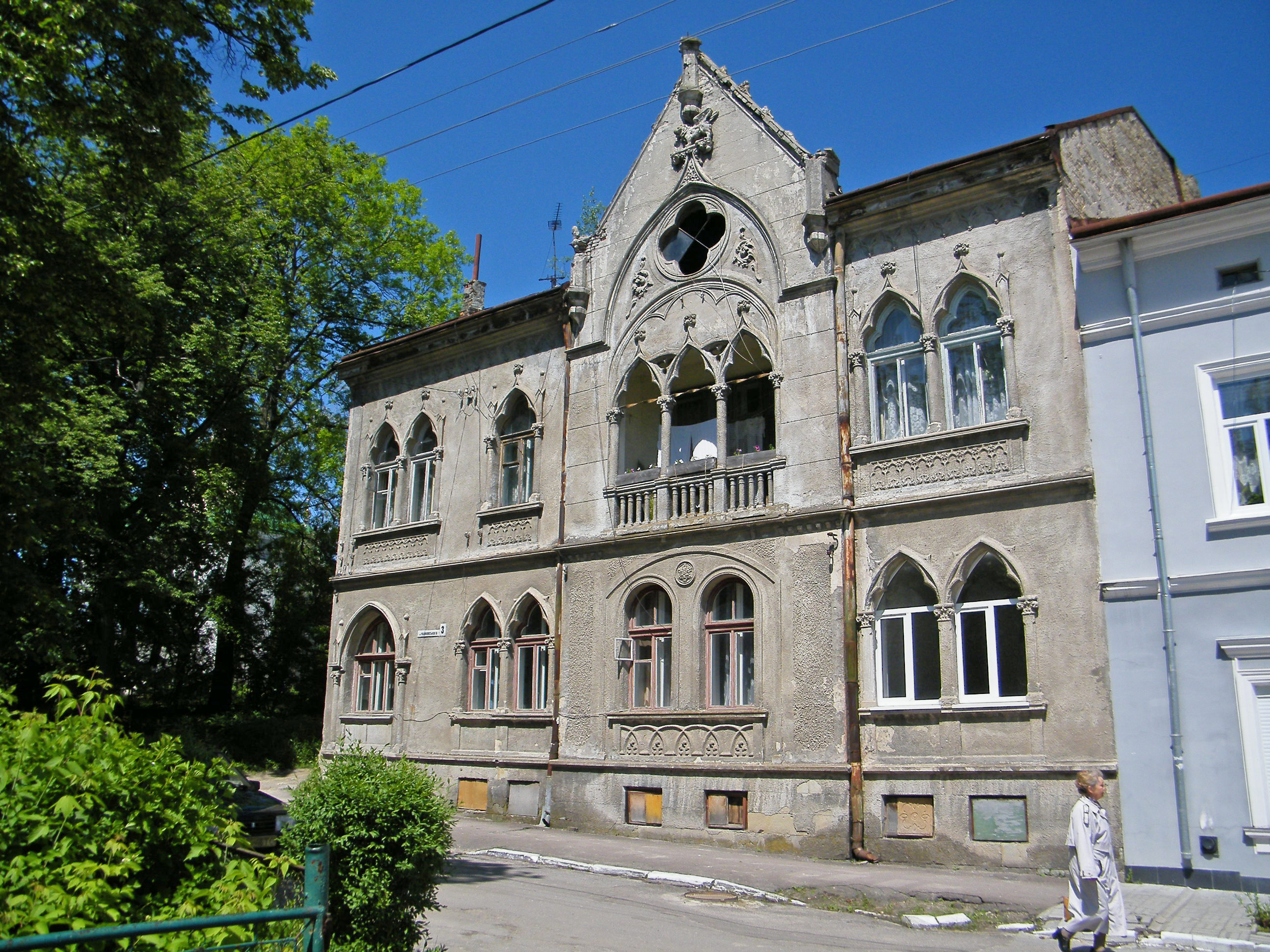
خانه های قدیمی در مرکز شهر
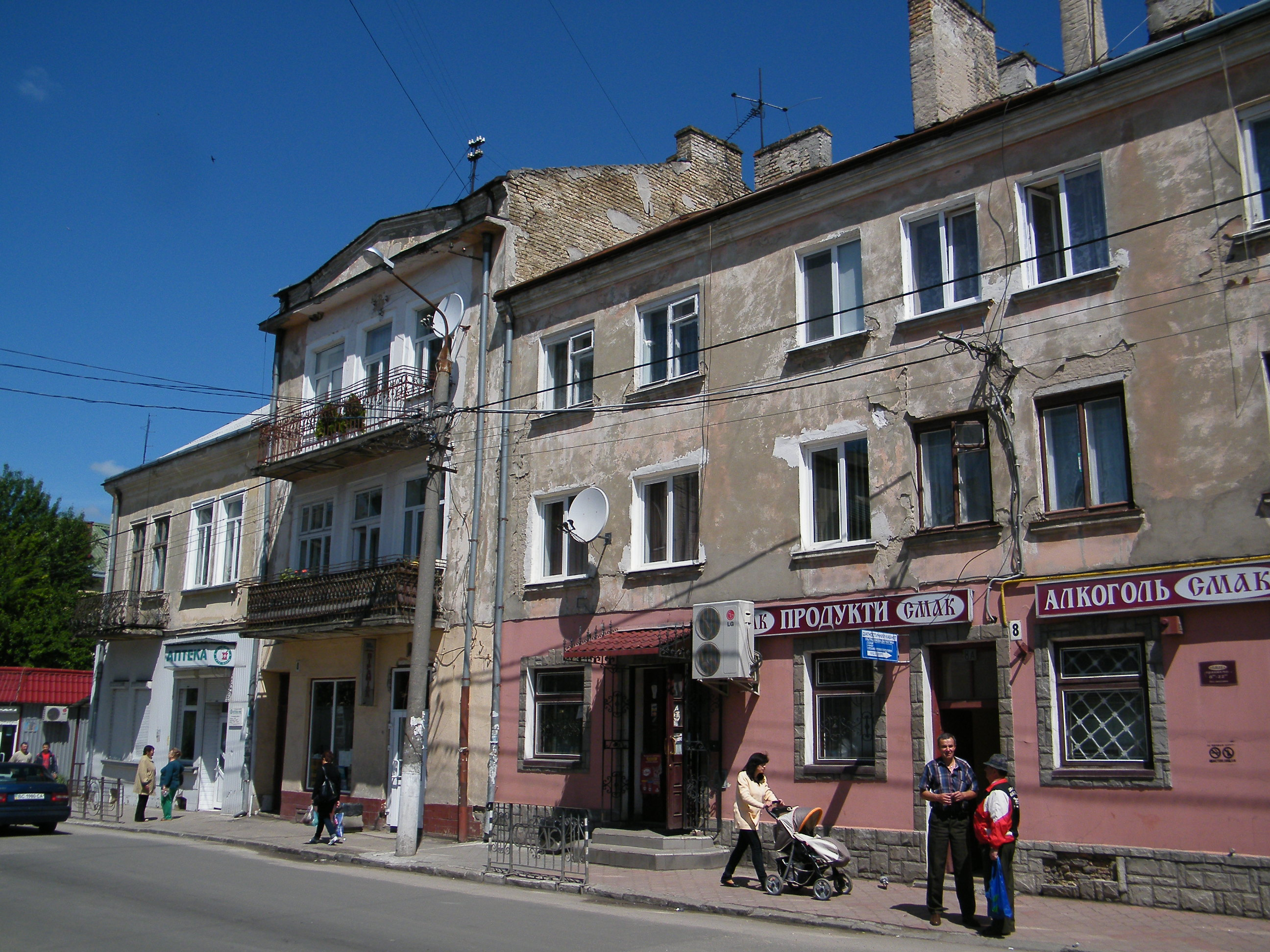
خانه‌های قدیمی در مرکز شهر
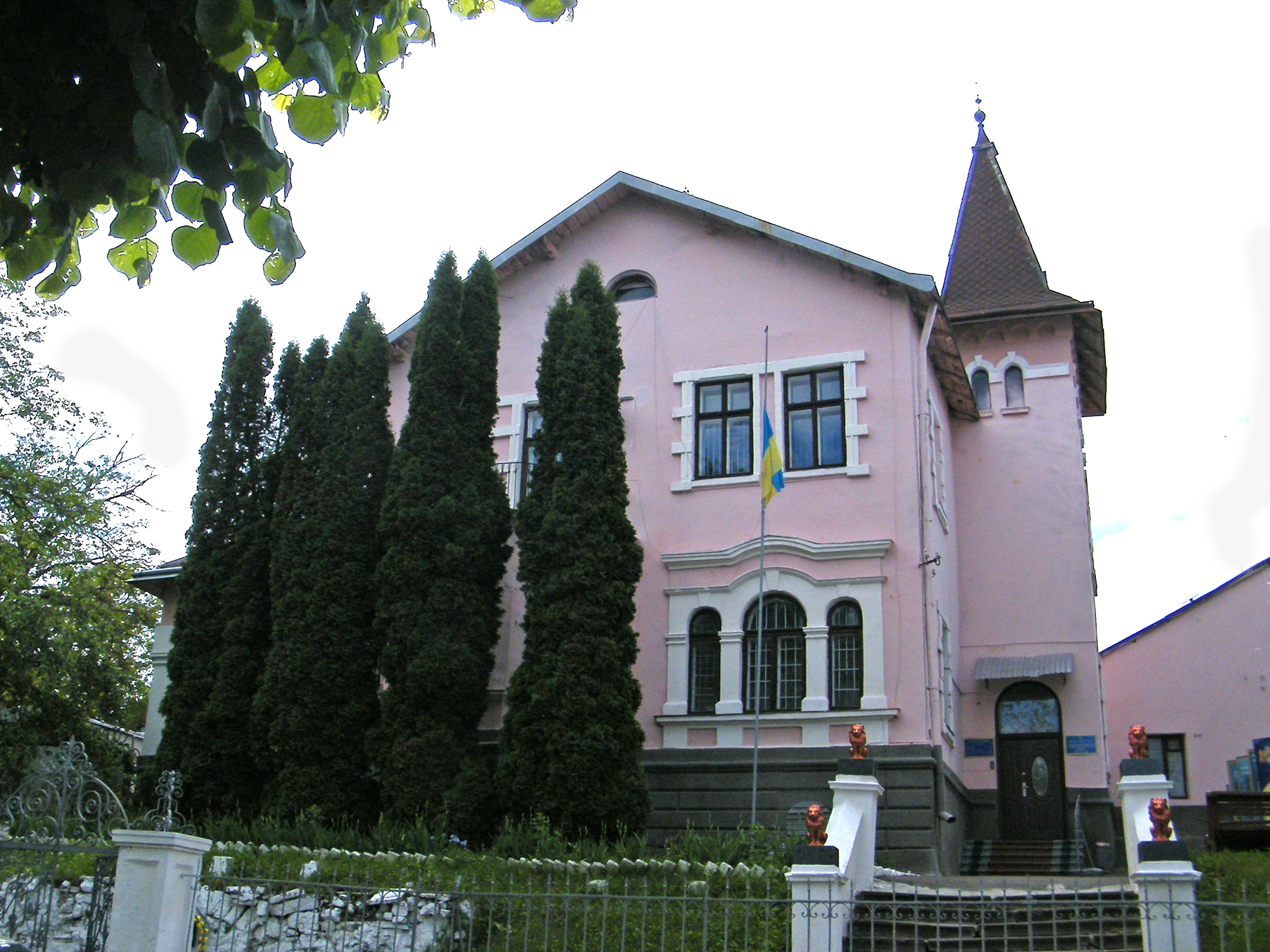
خانه‌قدیمی در مرکز شهر
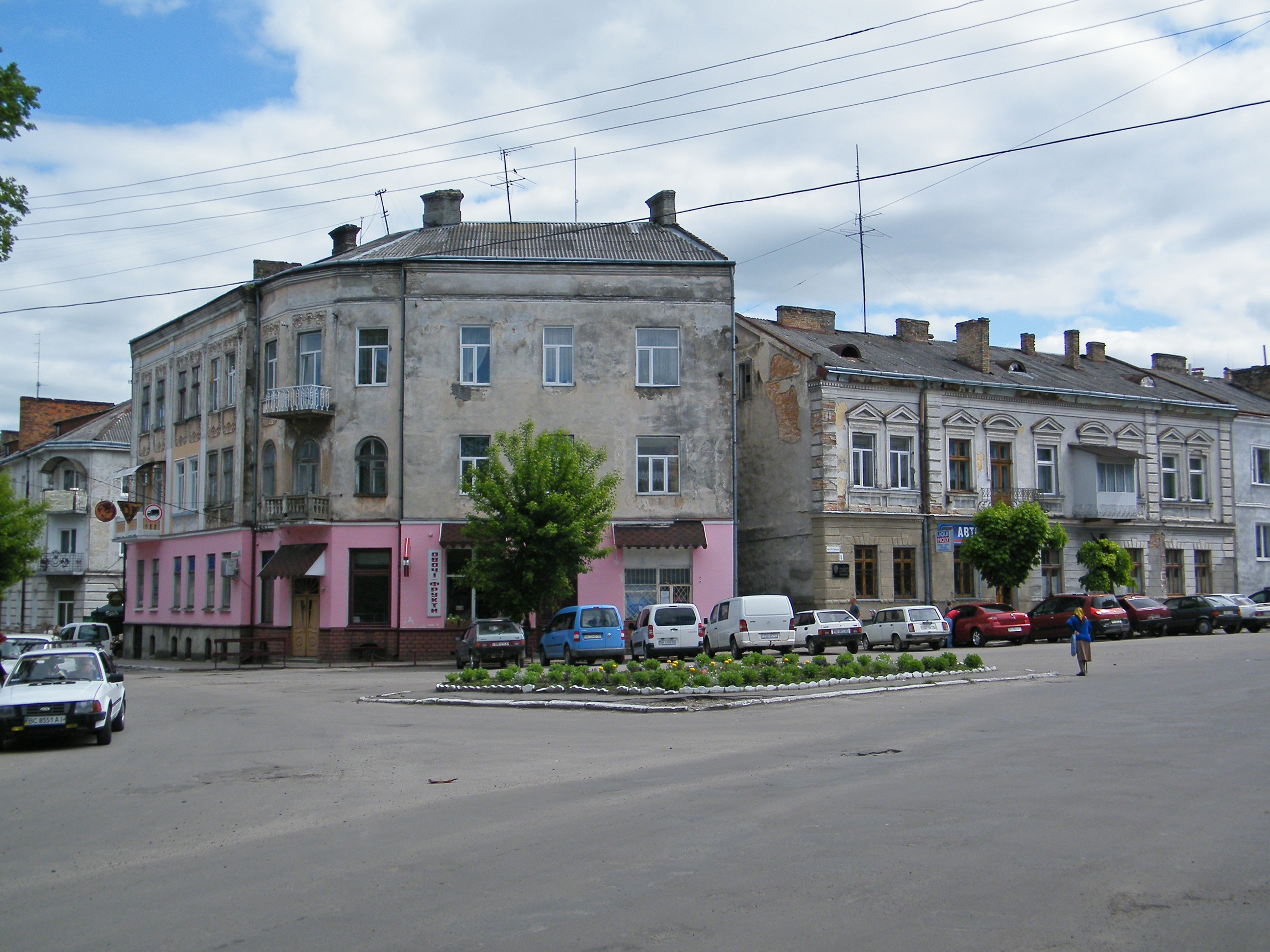
خانه‌های قدیمی در مرکز شهر